# 12BET
12BET(중국어: 壹贰博)는 유럽 및 아시아 태평양 시장에서 다국어로 스포츠 베팅 및 카지노 서비스를 제공하는 전문 온라인 게임 브랜드이다. 12BET은 아시아에서 유명한 브랜드이며 eGaming Review Magazine의 연간 파워랭킹50에서 전세계 17 위를 차지한 아시아의 유명 브랜드이다.

## 역사
퍼시픽씨 인베스트(Pacific Sea Invests)가 운영하는 브랜드인 12BET은 2007년부터 본격적으로 운영되기 시작했다. First Cagayan Leisure and Resort Corporation을 통해 필리핀 정부의 the Cagayan Economic Zone Authority에 의해 허가 및 규제를 받고 있으며, 또한 영국 The Gambling Commission에서 관리 및 규제를 받는 영국령 버진 아일랜드 소재 퍼시픽씨 마케팅 인터내셔널 (PACIFIC SEA MARKETING INTERNATIONAL LTD,)을 소유하고 있다.

## 제휴
12BET은 아시아와 유럽에서 온라인 카지노 및 스포츠 베팅을 제공하는 업체이다. 12BET은 제휴자가 자신이 추천 한 선수의 베팅 활동에 따라 수수료를 받을 수있는 포괄적인 제휴 프로그램을 보유하고 있다. 즉, 모든 사람이 무료로 가입 할 수 있는 파트너십 플랫폼이다. 기본적으로, 12BET 제휴 프로그램은 성과를 기반으로 제휴사의 수수료는 커진다.

## 스폰서십
12BET은 2007년에 시작된 이래로 다음과 같이 유수의 스포츠 이벤트 및 다양한 축구 클럽을 후원하는 많은 이력을 가진 것으로 유명한 브랜드이다.

### 2018
- 세계단체전탁구선수권대회[5]

### 2017
- 태권도 월드그랑프리 공식 파트너 – 2년계약 –[6]
- 세계개인배드민턴선수권대회 공식 파트너 – 1년 계약 –[5]
- 웨스트브로미치 앨비언 F.C. 공식 유니폼소매 및 연습복 파트너 – 1년 계약 –[7]
- 풀 당구월드컵 타이틀스폰서 타이틀 스폰서 – 1년 계약 –[8]

### 2016
- 레스터 시티 F.C . 공식 베팅 파트너 – 3년 계약 –[9]

### 2015
- 스완지 시티 F.C. 스폰서 – 1년 계약 –[10]
- 코번트리 (FA컵 아스널전) 유니폼 상의 앞면 스폰서 – 1게임 계약 –[11]

### 2013
- 크리스탈 팰리스 F.C. – 1 year deal – 경기장 스폰서[12]

### 2011
- 위건 애슬레틱 F.C. – 3 year deal – 유니폼 상의 앞면 스폰서[13]

### 2010
- 스누커 UK 챔피언십 – 타이틀 스폰서[14]
- 스누커 월드 오픈 – 타이틀 스폰서[15]
- 웨스트 브롬 F.C. 클럽 파트너 – 1시즌 계약 –
- 버밍엄 F.C. 클럽 파트너 – 1시즌 계약 –
- 뉴캐슬 F.C. Official공식 배팅 파트너 – 2년 계약 –[16]

### 2009
- 세비야 F.C. 유니폼 상의 앞면 스폰서– 2년 계약 –[17]

## 수상 내역
12BET은 세계에서 가장 큰 스포츠 경기들을 아우르고 최고 수준의 경쟁력 있는 배당율로 인해 업계에서 권위있는 eGaming Review Magazine이 선정한 세계 최고의 온라인 게임 운영자 파워랭킹에서 이전의 28 위 자리에서 17 번째로 올라갔다.

## 논란
크리스탈 팰리스와 경기장 스폰서십을 체결한 직후, 셀허스트 파크를 12BET스타디움으로 개명하는 것에 대한 얘기가 확산되자 서포터즈들의 거부반응이 불붙었다.그래서 크리스탈 팰리스 구단은 팬들에게 스타디움의 명칭이 변경되지 않을 것이라며 진정 시켰다.
2016 찰튼햄 경마 대회 (Cheltenham Horse Racing festival)에서 12BET은 많은 수의 배팅을 무효로 하고 플레이어들의 계정을 폐쇄하였다. 12BET은 회원들이 보너스를 남용할 목적으로 광범위하게 복수의 계정을 생성하고 보너스를 요청하였다고 얘기했다. 그러나, 소셜미디어에서 격렬한 반응이 있은 후, 이 배팅회사는 사과하고, 문제가 된 회원에게 75%를 환불하기로 동의했다. 범죄수사를 면했으나, 만제도의 경찰국(Isle of Man Constabulary) 은 이에 대해 계속 모니터링하고 있다.